# Деркач, Марина Ефимовна
Марина Ефимовна Деркач (укр. Марина Юхимівна Деркач; 12 июля 1907 год, село Старые Санжары, Полтавский уезд, Полтавская губерния — 26 мая 1987, село Крутая Балка, Новосанжарский район, Полтавская область) — колхозница, звеньевая колхоза «Октябрь» Ново-Сенжарского района Полтавской области, Украинская ССР. Герой Социалистического Труда (1948).

## Биография
Родилась 12 июля 1907 года в крестьянской семье в селе Старые Санжары Полтавской губернии. Получила начальное образование в родном селе. В 1924 году переехала вместе с родными в село Крутая Балка, где устроилась на работу в местный колхоз «Октябрь» Ново-Санжарского района. Работала разнорабочей, потом была назначена звеньевой полеводческого звена.
После освобождения Полтавской области в 1943 году от немецких оккупантов продолжила работать в колхозе «Октябрь». Восстанавливала разрушенное хозяйство. В 1947 году звено, руководимое Мариной Деркач, собрало в среднем 32,5 центнеров пшеницы с каждого гектара с участка площадью 8 гектаров. В 1948 году была удостоена звания Героя Социалистического Труда «за получение высоких урожаев пшеницы, ржи, кукурузы и сахарной свеклы и натуроплаты за работу МТС в 1947 году и обеспеченности семенами зерновых культур для весеннего сева 1948 года».
Проработала в колхозе до выхода на пенсию. Проживала в селе Крутая Балка Новосанжарского района.

## Награды
- Герой Социалистического Труда — указом Президиума Верховного Совета СССР от 16 февраля 1948 года
- Орден Ленина